# Goldman Sachs
 (транскр.  Голдман Сакс) америчка је банкарска групација која се бави инвестиционим банкарством, трговином хартија од вредности и другим финансијским услугама, пре свега са институционалним клијентима. Основан је 1869. са седиштем у Доњем Менхетну, Њујорк.